# Botschaft der Vereinigten Staaten in Stockholm
Die Botschaft der Vereinigten Staaten in Stockholm ist die diplomatische Vertretung der USA im Königreich Schweden. Karin Olofsdotter ist amerikanische Botschafterin in Schweden. Die Botschaft befindet sich im Dag Hammarskjölds Väg in der Nähe des Nobelparken in der Altstadt Stockholms.

## Surveillance Detection Unit in Stockholm
In Schweden drang 2013 im Zuge der Aufdeckungen von Edward Snowden und dem Bekanntwerden der Abhöraktivitäten der Berliner US-Botschaft in die Öffentlichkeit, dass dies auch in Stockholm geschieht. Im November 2013 wurde publik, dass von der US-Botschaft aus schwedische Bürger mindestens seit 2000 nachrichtendienstlich beobachtet werden, denen anti-amerikanische Absichten unterstellt werden.

### Reaktionen
Die damalige Justizministerin Beatrice Ask sagte in einer Stellungnahme, nach amerikanischer Darstellung seien Maßnahmen ergriffen worden, um die Sicherheit in der Umgebung von US-Dienststellen zu gewährleisten. Sie sagte weiter „Ich halte es für sehr ernst, dass überhaupt die Vermutung entstehen kann, hier seien Dinge geschehen, die nicht mit der schwedischen Gesetzgebung vereinbar sind. Ernst ist auch, dass schwedische Behörden keinen Einblick in die Vorgänge hatten. Daher müssen wir uns nun umfassend über die Vorfälle informieren und diese bewerten.“ Die damals oppositionelle Linkspartei beantragte beim parlamentarischen Verfassungsausschuss eine Untersuchung der Vorgänge.
Die oberste schwedische Anklagebehörde nahm Ermittlungen wegen möglicher Gesetzesverstöße auf.